# جوزف یون
جوزف یوسانگ یون (Joseph Yuosang Yun) (متولد ۱۹۵۴ در سئول، کره جنوبی) یک دیپلمات بازنشسته آمریکایی و تحلیلگر مسائل سیاسی است. یون برای سالها مهمترین کارشناس امور کره شمالی در آمریکا بود. او نقش کلیدی در امضای معاهده آزادی زندانی‌های آمریکایی در کره شمالی داشت که در آن آمریکا متعهد شده بود در ازای آزادی زندانیان آمریکایی از کره شمالی، ۲ میلیون دلار پول پرداخت کند.
اما پس از آزادی زندانیان آمریکایی، آمریکا (به نمایندگی جان بولتون) با نقض عهدنامه از پرداخت پول به کره شمالی امتناع کرد.